# A király ágyasa
A király ágyasa vagy A király szajhája, franciául: La putain du roi egy 1990-ben bemutatott francia–olasz–angol–osztrák romantikus kalandfilm-dráma Axel Corti rendezésében. A 17. század végén a Piemonti Hercegségben játszódó történet Jacques Tournier 1984-es „Jeanne de Luynes, comtesse de Verue” című regényének adaptációja. Főszereplői Valeria Golino és Timothy Dalton. A regény és a film cselekménye két történelmi személy, Jeanne-Baptiste d’Albert de Luynes francia hercegnő és II. Viktor Amadé herceg (később Szicília királya) életének közös szakaszát dolgozza fel, amikor Jeanne – környezetének árulásától kényszerítve – a király szeretőjévé lett és befolyásolta a királyság politikáját. A rendező szélsőséges emberi jellemeket és érzelmeket ábrázol, a valós személyeket és történelmi eseményeket erősen kiszínezve, nagyon szabadon kezelve.

## Cselekmény
A szépséges Jeanne de Luynes hercegnő az elszegényedett De Luynes francia hercegi család legifjabb gyermeke. Nővérei nem mehettek férjhez, mert apjuk, De Luynes herceg nem tudott nekik hozományt adni, így zárdába kellett vonulniuk. Jeanne elborzad ettől a sorstól. Őt szülei hozzáadják egy ifjú és gazdag piemonti arisztokratához, Alessandróhoz, Verrua grófjához, Piemont királyának kamarásához. Egymásba szeretnek, összeházasodnak, Jeanne követi férjét Torinóba, ahol boldogan élnek, őszinte szerelemben. Az özvegy Verrua grófné, Jeanne anyósa bemutatja a fiatalokat Viktor Amadé királynak. Jeanne szépsége, intelligenciája és független gondolkodása megigézi az uralkodót, aki eltökéli, hogy bármi áron meghódítja és magáévá teszi. Jeanne éppen babát vár. Nagy nehézségeket vállalva, betegséget színlelve igyekszik távol maradni a királytól. Saját gyóntatópapja; anyósa, az özvegy grófné, sőt édesapja, De Luynes herceg is arra igyekeznek rávenni, hogy a család jóléte érdekében engedjen a királynak. A szigorú erkölcsök szerint nevelt Jeanne azonban ellenáll, bízik férje szerelmében és védelmében.
A király nyomás alá helyezi a Verrua családot. Verrua grófot titkos küldetés ürügyével hosszú időre Madridba küldi, hogy eltávolítsa Jeanne mellől. Jeanne kisfiát a család elveszi anyjától és ismeretlen helyre viteti. A magára maradt fiatalasszonyt a király éjszaka felkeresi, de Jeanne szilárd marad, és kiutasítja. A király elveszti józan eszét, elhagyja uralkodói teendőit, elvonul Rivoliba és csak Jeanne társaságában hajlandó visszatérni a fővárosba. Az egész udvartartás, még maga a királyné is arra noszogatja Jeanne-t, hogy az ország érdekében elégítse ki a király vágyait, de Jeanne nem enged.
Egy napon Verrua gróf hazatér Madridból, és ő is a királyhoz küldi feleségét, karriervágyból, gyávaságból, szolgalelkűségből. Jeanne csalódik szerelmében is. Reménytelen helyzetében Rivoliba hajtat és dühében odaadja magát a királynak. Viharos viszony kezdődik. Jeanne a szex révén rabjává teszi a királyt, aki őszinte szerelmet akar a nőtől, de csak a testét kaphatja meg. Kihasználva a király őrült vágyakozását, Jeanne bosszút áll férjének kapzsi és gyáva családján: Verrua gróf kegyvesztetté válik, de Jeanne kívánságára kénytelen a palotában szolgálni, hogy nap mint nap lássa a feleségére kényszerített házasságtörő viszonyt. A Verrua család tagjait vidéki birtokaikra száműzik, torinói palotájukat királyi utasításra kiürítik, műkincseiket Jeanne kapja meg. A király szeretője nyíltan beavatkozik a kormány politikájába, minisztereket neveztet ki és csapat el a királlyal. „A francia szajha” gyűlöletet kelt az udvarban és a nép között is. Amikor háború tör ki Franciaország és a Habsburgok között, a királynak döntenie kell, melyik oldalra álljon. Jeanne ismeri a francia hadsereg túlerejét. Rábeszéli a királyt, hogy forduljon régi szövetségese, XIV. Lajos ellen, és a Habsburgok oldalán lépjen hadba. Számítása beválik, a franciák szétverik a piemonti királyi hadakat, elfoglalják az országot. A harcokban Jeanne férje, Verrua gróf közkatonaként súlyosan megsebesül.
Közben Jeanne megbetegszik himlőben. A hírre a király otthagyja csapatait, Jeanne-hoz vágtat Rivoliba. Dacolva a súlyos fertőzésveszéllyel, a beteg mellett marad és odaadóan ápolja. A front összeomlik, a franciák Rivolihoz érnek. A trónörökös, az udvartartás és a nép dühe a „francia szajha” ellen fordul, halálát követelik. A király Torinóba viteti Jeanne-t. A nőt megindítja a király önfeláldozó gondoskodása, de nem akar szembesülni azzal, hogy ő maga is beleszeretett a férfiba. Sok szenvedés után felgyógyul, de rabnak érzi magát a király mellett. Közben a király tűzszünetet köt a franciákkal, Jeanne bátyja, Charles de Luynes Torinóba érkezik. Bátyja segítségével Jeanne szökést tervez. A hadikórházban megkeresi és meggyógyítja sebesült férjét, Verrua grófot. Megbocsátást és szerelmet ígér neki, ha a kisfiukkal együtt vele szökik.
A szökés csak részben sikerül, Jeanne és Charles átjut a határon, de Verruát és kisfiát a király emberei elfogják és visszahurcolják. Verruát a sértett király kardpárbajra kényszeríti és megöli, de maga is mozgásképtelen rokkanttá sérül. Jeanne közben rájön, hogy szerelmes a királyba. Álruhában visszatér Piemontba, de a rokkant király elküldi őt országából, mert nem tudja megvédeni Vittorio trónörököstől, aki bosszút fogadott az apját és országát tönkretevő „francia szajha” ellen. A filmet záró felirat szerint Jeanne de Luynes a kisfiával együtt visszatért szülővárosába, Párizsba, ahol az irodalmi szalonok ünnepelt személyisége lett, 1736-as haláláig.

## Főbb szereplők
| Szerep                                      | Színész            | Magyar hangja (1. szinkron) |
| ------------------------------------------- | ------------------ | --------------------------- |
| Vittorio Amadeo király                      | Timothy Dalton     | Helyey László               |
| Jeanne de Luynes, Verrua grófné             | Valeria Golino     | Orosz Helga                 |
| Alessandro, Verrua grófja, Jeanne férje     | Stéphane Freiss    | Rékasi Károly               |
| Charles de Luynes, Jeanne bátyja            | Robin Renucci      | Kautzky Armand              |
| Az özvegy Verrua grófné, Jeanne anyósa      | Margaret Tyzack    | Schubert Éva                |
| Mária Anna királyné                         | Eleanor David      | Détár Enikő                 |
| De Luynes herceg, Jeanne apja               | Paul Crauchet      | N/A                         |
| Héloïse                                     | Amy Werba          | N/A                         |
| D’Aosta hercege                             | Franco Valobra     | N/A                         |
| Marie Christine                             | Francesca Reggiani | N/A                         |
| Vittorio herceg, trónörökös                 | Leonardo Ruta      | Minárovits Péter            |
| Pap, Jeanne gyóntatója                      | Luigi (Gigi) Bonos | N/A                         |
| Emilie, Jeanne komornája                    | Rosa Di Brigida    | Martin Márta                |
| Karl von Schwarzenberg, a Habsburgok követe | Friedrich von Thun | Perlaki István              |

## Gyártás
A filmet 1989 folyamán forgatták, alapvetően Olaszországban, a római Cinecittà stúdióiban és a torinói királyi palota környezetében. Néhány részletet Párizsban vettek fel.

## Eltérések a valóságtól
- Az igazi Jeanne-Baptiste d’Albert de Luynes hercegnő (1670–1736) tizenhárom évesen, 1683-ban ment feleségül a piemonti Ignazio Scagliához, Verrua grófjához, ekkor került Párizsból Torinóba, a Piemonti Hercegség fővárosába. Viszonya Piemont uralkodójával, Viktor Amadé herceggel 1688-ban kezdődött, addigra az asszony (22 éves korára) már négy gyermeket szült saját férjének, Verrua grófjának.
- Jeanne, Verrua grófnéja és az uralkodó házasságtörő viszonya 1688−1700 között tartott. A herceg hivatalos kegyencévé nevezte ki. Jeanne két törvénytelen gyermeket szült Viktor Amadénak. 1700-ban Jeanne – öccsének, Charles de Luynes-nek, Colbert pénzügyminiszter vejének segítségével hazaszökött Franciaországba, és többé nem jött a Savoyaiak országaiba.
- Szökésekor, 1700-ban Jeanne nem 23 éves volt (ahogy a film záró felirata közli), hanem 30.
- Jeanne szökése után férje, Verrua grófja nem vívott halálos párbajt a piemonti uralkodóval (és az uralkodó sem rokkant meg). Verrua gróf ezredesként szolgált a spanyol örökösödési háborúban, az 1704-as höchstädti csatában esett el.
- Szökésekor, 1700-ban Jeanne Piemontban hátrahagyta az uralkodótól született két gyermekét, akiket apjuk 1701-ben törvényesített, mindketten megkapták a Savoyai előnevet, és Susa őrgrófja/őrgrófnője rangot.
- Jeanne távozásakor, 1700-ban Viktor Amadé legidősebb saját törvényes fia, Viktor Amadé trónörökös herceg (1699–1715) csak egyéves volt. A film őt tizen-huszonéves fiatalembernek ábrázolja, aki felelősségre vonja megrokkant apját, miért engedi „a francia szajhát” kormányozni.
- A regény és a film főcíme is alapvetően téves. 1688−1700 között II. Viktor Amadé még semmilyen tekintetben nem volt király, csak Savoya hercege (duca di Savoia) és Piemont hercege (principe di Piemonte). Több, mint egy évtizeddel Jeanne távozása után, 1713-ban, a spanyol örökösödési háború után lett „Szicília királya”, majd 1720-ban, a négyes szövetség háborúja után lett (Szicília helyett) „Szardínia királya”.
- II. Viktor Amadé, Savoya és Piemont hercege, Jeanne távozása után még három évtizeden át aktívan uralkodott, több háborút vívott, ravasz, köpönyegforgató politizálása miatt a „Savoya rókája” becenévre tett szert, királyi címeket szerzett és 1730-ban hunyt el.

### Díjak, elismerések
- Cannes-ban bekerült a versenyfilmek válogatásába.

## További információ
- A király ágyasa a PORT.hu-n (magyarul)
- A király ágyasa az Internetes Szinkronadatbázisban (magyarul)
- A király ágyasa az Internet Movie Database-ben (angolul)
- A király ágyasa a Rotten Tomatoeson (angolul)
- A király ágyasa a Box Office Mojón (angolul)
- La putain du roi (1990) (francia nyelven). AlloCiné.fr
- Die Hure des Königs (német nyelven). Filmdienst.de